# Carlos Dubra
Carlos Horacio Dubra Tafernaberry (Artigas, Uruguay, 22 de diciembre de 1913 - Montevideo, Uruguay, 1 de septiembre de 2001), fue un magistrado uruguayo, miembro de la Suprema Corte de Justicia de su país desde 1971 hasta 1981 (denominada únicamente Corte de Justicia entre 1977 y 1981).

## Primeros años
Nació en Artigas el 22 de diciembre de 1913, hijo de Victoria Tafernaberry y José Gil Dubra.
Cursó estudios en la Facultad de Derecho de la Universidad de la República, obteniendo el título de abogado.

## Juez de Paz en el interior
Ingresó a la carrera judicial en marzo de 1940 al ser designado Juez de Paz de la 1ª sección de Flores, con sede en Trinidad.
En marzo de 1941 fue trasladado al cargo de Juez de Paz de la 1ª sección de Canelones, con sede en la ciudad de Canelones.

## Juez de Paz en la capital
En junio de 1942 pasó a cumplir funciones en la capital al ser nombrado Juez de Paz de la 21ª sección judicial de Montevideo.
En marzo de 1943 fue trasladado al Juzgado de Paz de la 3ª sección de la misma ciudad y en junio del mismo año nuevamente al de la 4ª sección.

## Juez Letrado en el interior
En diciembre de 1943 fue ascendido a Juez Letrado del departamento de Cerro Largo.
En febrero de 1948 fue nombrado Juez Letrado de Durazno y en junio del mismo año pasó a ocupar el destino de Juez Letrado de Salto de Segundo Turno.

## Juez Letrado en Montevideo
En agosto de 1950 regresó nuevamente a la capital, esta vez como Juez Letrado, ocupando inicialmente el cargo de Juez Letrado de Instrucción y Correccional de Primer Turno, y a partir de marzo de 1952 como Juez Letrado Nacional de Hacienda y de lo Contencioso Administrativo de Primer Turno, puesto en que permaneció durante diez años.

## Tribunal de Apelaciones
En marzo de 1962 ascendió al puesto de ministro del Tribunal de Apelaciones en lo Civil de Primer Turno, el que integró durante nueve años.

## Suprema Corte de Justicia
Al fallecer Velarde Cerdeiras en agosto de 1971, se generó la primera vacante en la Suprema Corte de Justicia tras la entrada en vigencia de la Constitución de 1967. El artículo 236 de la nueva Constitución preveía un nuevo mecanismo de integración de las vacantes en la Corte, consistente en un plazo de 90 días, una vez producido el cese de uno de sus miembros, para que la Asamblea General designara a quien había de ocupar el cargo, cumplido el cual, quedaría automáticamente designado el miembro más antiguo de los Tribunales de Apelaciones; y en caso de existir dos o más magistrados con la misma antigüedad en dichos tribunales, el más antiguo en la judicatura o el Ministerio Público. Dubra compartía la calidad de ministro más antiguo con Arturo Figueredo y Rómulo Vago, pero era el que tenía mayor antigüedad de los tres en la carrera judicial. 
Vencido el plazo constitucional a mediados de noviembre sin que el Parlamento eligiera al reemplazante de Cerdeiras, el mencionado mecanismo de designación supletorio se aplicó por primera vez para la Suprema Corte (ya había sido utilizado en 1967 y 1968 para integrar el Tribunal de lo Contencioso Administrativo, para el que también estaba previsto) y el 22 de noviembre de 1971 Carlos Dubra prestó juramento ante la Asamblea General como ministro de la Suprema Corte de Justicia, el primer magistrado en la historia en llegar a integrar el máximo órgano judicial del país en función de su antigüedad en la carrera y no por designación o elección.
Ocupó la Presidencia de la Corte durante el año 1972.

## Corte de Justicia
Tras el inicio de la dictadura cívico militar de 1973, se registró un paulatino cercenamiento de la autonomía e independencia del Poder Judicial. Con la asunción de la Presidencia de la República por Aparicio Méndez, dicho proceso se aceleró. Inmediatamente se creó el Ministerio de Justicia, mediante el artículo 2° del Decreto Constitucional (o Acto Institucional) número 3 de 1° de setiembre de 1976.
Menos de un año después, el 1° de julio de 1977, el régimen dictatorial dictó el Decreto Constitucional-Acto Institucional número 8, por el que se modificaron las normas constitucionales referentes al Poder Judicial, dejando de tener carácter de Poder del Estado y pasando a denominarse meramente Administración de Justicia y a depender administrativamente del Poder Ejecutivo. La Suprema Corte de Justicia pasó a llamarse únicamente "Corte de Justicia", a secas, y perdió la mayor parte de sus competencias como jerarca administrativo del sistema judicial, por ejemplo, las referidas a designaciones y traslados de jueces, en las que pasó a tener solo la potestad de iniciativa y cuya resolución final quedó en manos del Poder Ejecutivo.
En este período, Dubra volvió a ocupar brevemente la Presidencia de la Corte en los últimos meses de 1978, luego del fallecimiento de Francisco José Marcora.

## Restablecimiento de la Suprema Corte de Justicia. Retiro
Cuatro años después, y tras ser sucedido Méndez en la Presidencia por Gregorio Álvarez, el 10 de noviembre de 1981 se dictó el Decreto Constitucional-Acto Institucional número 12, que derogó el número 8, restableció el carácter de Poder del Estado del Poder Judicial y el nombre de Suprema Corte de Justicia a su órgano máximo. Sin embargo, no le devolvió sus competencias tradicionales consagradas en la Constitución de 1967, sino que todo lo relativo a la administración del Poder Judicial, designación y traslado de jueces fue confiado a un nuevo órgano denominado Consejo Superior de la Judicatura, presidido por el ministro de Justicia y con integración mixta de miembros magistrados y no magistrados. Sistema que permanecería vigente hasta el final del período dictatorial, recuperando el Poder Judicial su plena autonomía solo con el restablecimiento de la democracia en 1985.
Pocas semanas después de la aprobación del DC-AI N° 12, el 21 de noviembre de 1981, Carlos Dubra cesó en su cargo como ministro de la -ahora nuevamente- Suprema Corte de Justicia, al alcanzar el plazo máximo de diez años fijado tanto por la Constitución de 1967 como por el recién dictado Acto Institucional para el ejercicio de dicho cargo. Fue el último de los magistrados ingresados a la Corte en vigencia del sistema democrático -esto es, antes del golpe de Estado de 1973- en abandonar la misma (era el único en dicha condición desde el retiro de Rómulo Vago en 1978).
La vacante generada por su cese fue cubierta por el Consejo de la Nación en diciembre del mismo año con la designación de Erik Colombo.

## Vida personal
Contrajo matrimonio en 1941 con Martha Sowerby, con quien tuvo dos hijos, Carlos Enrique y Martha María Raquel Dubra Sowerby, ambos también abogados.
Carlos Dubra falleció el 1° de septiembre de 2001 a los 87 años, en Montevideo.